# Кутяніна Валентина Степанівна
Кутяніна Валентина Степанівна (нар. 13 лютого 1950, м. Умань (Київська область, нині Черкаська область)) — радянська та українська вчена-хімік, доктор хімічних наук (1994), професор (1997)..

## Біографія
Кутяніна Валентина Степанівна закінчила у 1972 р. Дніпропетровський хіміко-технологічний інститут (нині Український хіміко-технологічний університет), в якому й працює з 1975 р. З 1995 р. професор кафедри хімії і технології переробки еластомерів.

## Наукові дослідження
Науковий напрямок – хімія та технологія переробки еластомерів.

## Основні наукові праці
- Применение алифатических полиаминов в качестве модификаторов свойств резин. Москва, 1986; Структурно-химическая модификация эластомеров. К., 1989;
- Адгезионно-активные модификаторы БР // Каучук и резина. 1998. № 4;
- Масс-спектрометрическое исследование термодеструкции карбоксиметилпроизводных полигуанидин-гидрохлоридов // Полимер. журн. 2009. Т. 31, № 2;
- Исследования термостабильности комплексонатов металлов монохлоруксусного производного полигексаметиленгуанидингидрохлорида // Там само. 2010. Т. 32, № 1 (усі – співавт.).